# Eryngium palmeri
Eryngium palmeri là một loài thực vật có hoa trong họ Hoa tán. Loài này được Hemsl. mô tả khoa học đầu tiên năm 1905.